# پیشرانه یونی

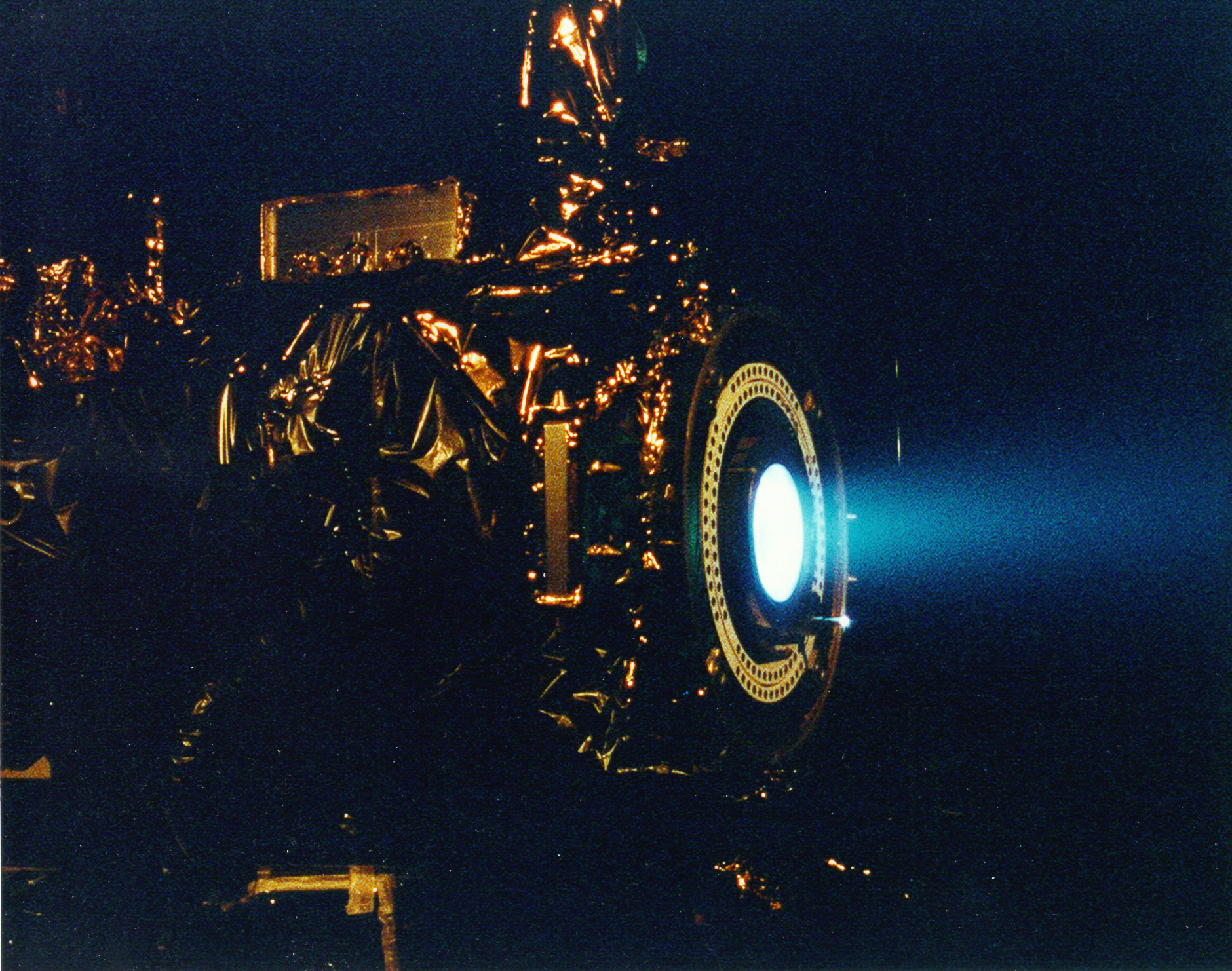
سامانهٔ پیشرانهٔ یونی ان‌استار ناسا برای فضاپیمای دیپ‌اسپیس در حال آزمایش در آزمایشگاه پیشرانهٔ جت

پیشرانهٔ یونی (به انگلیسی: ion thruster) نام نوعی پیشرانهٔ الکتریکی مورد استفاده در پیشرانش فضایی است که قرار است به منظور شتاب بیشتر برای مأموریت‌های طولانی فضایی بر روی محموله‌های فضایی مانند فضاپیماها و ماهواره‌های آینده نصب شود.
پیشرانهٔ یونی با گاز زنون، که نوعی گاز نجیب است کار می‌کند.
ناسا برای این منظور پروژه‌ای را تحت عنوان نکست (NASA Evolutionary Xenon Thruster) به معنی «پیشرانهٔ تکاملی زنون ناسا» را راه‌اندازی کرده‌است.
در روز چهارشنبه ۵ تیر ۱۳۹۲ ناسا اعلام کرد که موتور رانش یونی پیشرفتهٔ خود را به مدت ۴۸٬۰۰۰ ساعت، یا پنج سال و نیم عمل روشن نگاه داشته‌است؛ این موتور در حال حاضر دارای رکورد طولانی‌ترین مدت زمان تست هر نوع سیستم نیروی محرکهٔ فضا است.
پیشرانهٔ NEXT یک موتور الکتریکی با سوخت زنون است که هم‌اکنون در آزمایشگاه پیشرانش الکتریکی مرکز تحقیقات گلن در حال آزمایش می‌باشد. از این پیشرانه قرار است در مأموریت‌های آتی ناسا در فضا که امکان استفاده از پیشرانه‌های شیمیایی وجود ندارد، استفاده شود.
استفاده از پیشرانه‌های الکتریکی از سال ۱۹۶۰ آغاز شد. این پیشرانه‌ها توان الکتریکی خود را از طریق پنل‌های خورشیدی یا منابع سوخت هسته‌ای تأمین می‌کنند. سپس این توان الکتریکی برای یونیزه‌کردن مولکول‌های درون محفظهٔ پیشرانه (که برای پیشرانهٔ NEXT این مولکول از نوع زنون می‌باشد) استفاده می‌شوند. مولکول‌های یونیزه‌شده با حرکت به سوی قطب منفی پیشرانه شتاب گرفته و وارد یک صفحهٔ مشبک هدایت‌کننده می‌شوند و سپس از انتهای نازل خارج می‌شوند، بدین ترتیب نیروی پیشرانش را تولید می‌نمایند. این پیشرانه معمولاً شامل ۵ بخش اصلی منبع توان، واحد پردازش توان، سامانهٔ مدیریت سوخت، رایانهٔ کنترل و محفظهٔ اصلی پیشرانه می‌باشند.
پیشرانه‌های الکتریکی ۱۰ تا ۱۲ برابر کارایی بیشتری در مقایسه با پیشرانه‌های شیمیایی دارند. از نظر زمان عملکرد نیز این پیشرانه‌ها چندین برابر موتورهای شیمیایی کار می‌کنند. پیشرانه‌های شیمیایی تنها در حدود چند دقیقه می‌توانند کار کنند در حالی‌که پیشرانه‌های الکتریکی قادرند چندین هزار ساعت به‌طور مداوم عمل نمایند.